# Людвік Каліновський
Людвік Каліновський (пол. Ludwik Kalinowski, бл. 1680 — 1765) — польський шляхтич. Представник роду Калиновських гербу Калинова.

## Життєпис

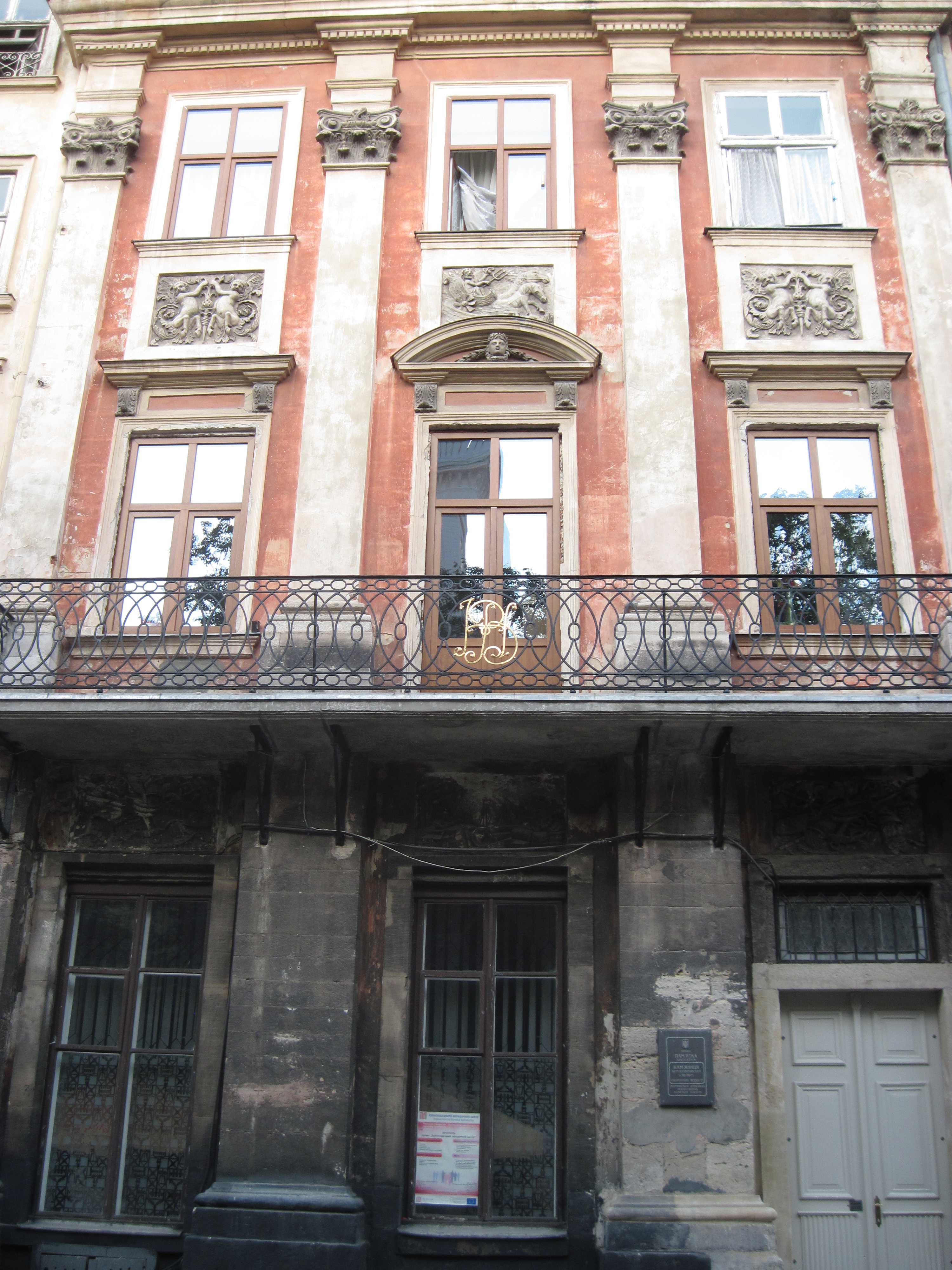
Кам'яниця Бернатовичівська, площа Ринок, Львів, осінь 2014

Син кам'янецького каштеляна Марціна Калиновського та його дружини Анни Катажини з Тарнавських.

Посада — староста вінницький.

### Маєтності, фундації

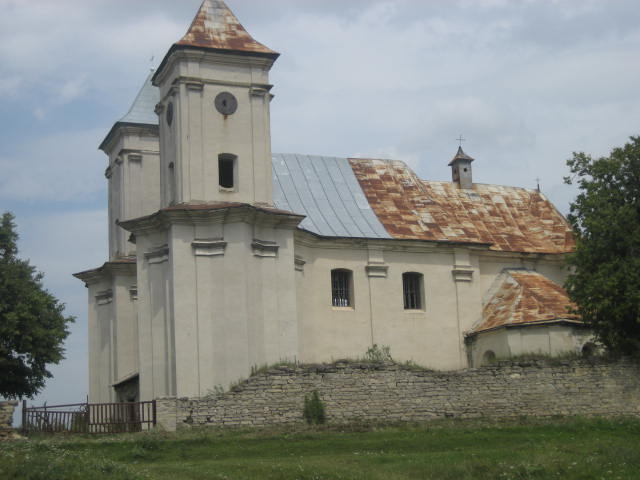
Костел Непорочного Зачаття Пречистої Діви Марії (Сидорів)

Був власником частини Копичинців, Сидорова, дружина була вдовою власника Гвіздця князя Михайла Пузини.
- Фундатор костелу Внебовзяття Пресвятої Діви Марії в Копичинцях (грамота від 1762 року[4], у храмі був його портрет[5])
- Керував будівництвом костелу у Гвіздці, 17 лютого 1734 року підтвердив призначене фундаційну грамоту покійного князя Михайла Пузини для костелу у Гвіздці[6]
- За його сприяння було закінчено спорудження костелу Непорочного Зачаття Пресвятої Діви Марії в Сидорові.
- У Вінниці Костел Святої Діви Марії Ангельської побудований у 1746 році за кошти вінницького старости Людовіка Калиновського у стилі тосканського бароко. Належить храм ордену капуцинів.
- Роботи на фасаді кам'яниці № 8 на площі Ринок у Львові (1754 рік, будинок — власність вінницького старости Людвіка Каліновского) проєктував, керував їх виконанням архітектор Бернард Меретин.[7]

### Сім'я
Перша дружина Зофія з Потоцьких — вдова писаря великого литовського князя Михайла Пузини (помер 1724), донька яблунівського старости Анджея Єжи Потоцького та Теофілії з Суходольських, праправнучка кам'янецького каштеляна Анджея Потоцького. Діти:
- Маріанна — дружина Юзефа Поніньського[9]
- Текля — дружина ловчого надвірного Антонія Бельського.[10] 
Друга дружина — Ельжбета з Поніньських (шлюб 1732 року).[11]